# Opération Gomorrhe
Pour les articles homonymes, voir Gomorrhe (homonymie).
L'opération Gomorrhe, en anglais Operation Gomorrah, est le nom de code militaire d'une campagne de sept raids aériens rapprochés menés sur la ville allemande de Hambourg entre le 25 juillet et le 3 août 1943 par les bombardiers des armées de l'air britannique et américaine. Son but était surtout de détruire la ville afin de démoraliser l'ennemi, et incidemment de réduire les capacités militaro-industrielles allemandes, dernier objectif qui n'a pas vraiment été atteint. Ce fut, avec le bombardement de Dresde, l'attaque aérienne la plus meurtrière en Europe, coûtant la vie à au moins 45 000 personnes.
En raison du massacre intentionnel de civils, l'opération Gomorrhe est considérée comme pouvant constituer un crime de guerre au sens de la quatrième Convention de Genève de 1949. Selon les Anglo-américains, les traités internationaux en vigueur à l'époque autorisaient le bombardement stratégique des civils dans le cadre d'une guerre totale.
Les Allemands l'appellent aussi « Die Julikatastrophe von 1943 » (la catastrophe de juillet 1943) et les Britanniques « The Battle of Hamburg » (la bataille de Hambourg). Le nom d'« Hiroshima allemand » lui a également été donné par certains auteurs, le nombre de tués immédiats ne s'élevant cependant « qu'à » 37 % de celui du premier bombardement atomique.

## Origine du nom
L'opération tire son nom du récit biblique qui décrit la destruction totale par le soufre et le feu des villes dépravées de Sodome et Gomorrhe :
« 
24Alors l'Éternel fit pleuvoir du ciel sur Sodome et sur Gomorrhe du soufre et du feu, de par l'Éternel.
25Il détruisit ces villes, toute la plaine et tous les habitants des villes, et les plantes de la terre.
26 La femme de Lot regarda en arrière, et elle devint une statue de sel.
27Abraham se leva de bon matin, pour aller au lieu où il s'était tenu en présence de l'Éternel.
28Il porta ses regards du côté de Sodome et de Gomorrhe, et sur tout le territoire de la plaine ; et voici, il vit s'élever de la terre une fumée, comme la fumée d'une fournaise.
 »
— Bible de Louis Segond (1910), Genèse, 19, 24-28

## Contexte et préparatifs
Staline demandait avec insistance aux Britanniques et aux Américains l'ouverture d'un second front à l'ouest. Ces derniers ne s'estimaient pas prêts à un débarquement en Europe, et proposèrent à la place des campagnes de bombardements massifs en Allemagne pour paralyser ses capacités militaro-industrielles. Les premiers bombardements stratégiques sur les villes allemandes commencèrent dès mars 1942 sur la cité hanséatique de Lübeck ; le 30 mai 1942, ce sera le tour de Cologne. Par la suite, toutes les grandes villes allemandes seront la cible de raids aériens plus ou moins importants.
Originellement formulée par l'Air Chief Marshal britannique Arthur Travers Harris, l'opération sur Hambourg fut un effort conjoint américano-britannique. Y participèrent le Royal Air Force Bomber Command et le 8th US Air Force Bomber Command. Ensemble, ils organisèrent une mission de bombardements 24h sur 24 durant huit jours et quatre nuits (Blitz Week (en)) : les Américains devaient mener les raids de jour, suivis dès la tombée de la nuit par les Britanniques. Le 27 mai 1943, Harris signa l'ordre pour cette opération :

« SECRET DÉFENSE : Bomber Command Operation Orders, no 173, 27 mai 1943. 
1. L'importance de Hambourg, deuxième ville d'Allemagne avec un million et demi d'habitants, est bien connue ; il n'est pas nécessaire d'insister particulièrement sur le sujet. La destruction totale de cette ville produirait des résultats énormes en réduisant la capacité industrielle de la machine de guerre ennemie. En y ajoutant l'effet sur le moral allemand qui se ressentirait dans tout le pays, elle jouerait un rôle très important dans l'écourtement de la guerre et, par conséquent, dans la victoire.
2. La « Bataille de Hambourg » ne peut être remportée en une seule nuit. On estime qu'au moins 10 000 tonnes de bombes seront nécessaires pour accomplir ce nettoyage. Afin de parvenir à un effet maximum des raids aériens, la ville doit être exposée à une attaque continue.
3. Forces en jeu. Les forces du Bomber Command comprendront tous les bombardiers lourds des escadrilles opérationnelles et les bombardiers de taille moyenne pourvu que la nuit dure suffisamment longtemps pour rendre possible leur intervention. Nous espérons que des raids lourds, exécutés de jour par le 8th Bomber Command of the United States Army Air Force, précèderont et/ou suivront les raids nocturnes.
4. But. Détruire Hambourg. »

## Une cible privilégiée
Située sur l'estuaire de l'Elbe, à une centaine de kilomètres de la mer du Nord, Hambourg, deuxième ville et premier port d'Allemagne, fut, dès 1940 et en raison de sa proximité du Royaume-Uni, la cible de nombreux bombardements britanniques. De 1940 à 1945, la ville subit 213 attaques aériennes au total. La première eut lieu le 18 mai 1940, faisant 34 morts et 72 blessés. En 1940 et 1941, la ville subit ainsi 112 attaques aériennes qui tuèrent 751 personnes. En 1944 et 1945, il y eut 65 raids qui tuèrent 5 390 personnes.
Mais aucune de ces attaques, généralement destinées à porter un coup aux capacités militaro-industrielles, n'égala en ampleur l'opération Gomorrhe.

## Déroulement
L'opération proprement dite démarra le 24 juillet 1943, après le brouillage préalable des radars qui empêcha la Luftwaffe puis la Flak, la DCA allemande, d'intervenir efficacement. Elle atteignit son paroxysme le 28 juillet et se termina le 3 août 1943.

### Bombardement méthodique

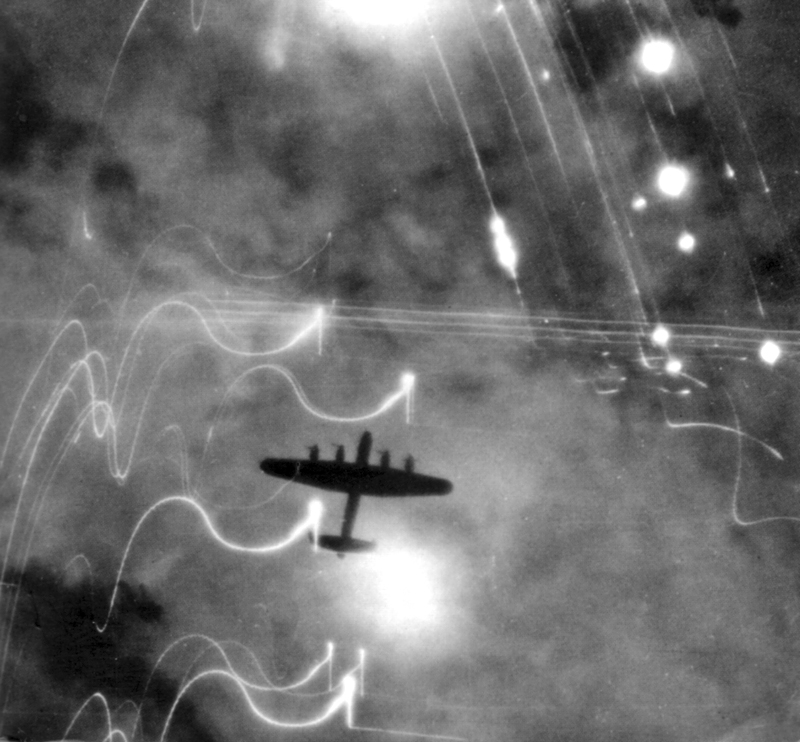
Un Avro Lancaster survolant Hambourg (les rais de lumière courbes sont dus au long temps de pose nécessaire pour des photos de nuit).

Le bombardement se fit en sept raids successifs s'étalant sur une période de 9 jours, impliquant plus de 2 593 avions bombardiers lourds anglais qui lancèrent la nuit 8 344 tonnes de bombes, soit une moyenne de 3,2 tonnes par appareil, et environ 300 bombardiers américains qui firent les attaques de jour, larguant 300 tonnes de bombes sur les équipes d'assistance et de secours aux populations (soit un total de 2 714 avions et de 8 650 tonnes de bombes). La défense anti-aérienne allemande toucha 87 avions et 552 aviateurs furent tués.
1. nuit du 24 au 25 juillet : raid mené par des Avro Lancaster, des Vickers Wellington et des Martin B-26 Marauder de la Royal Air Force ;
2. après-midi du 25 juillet : raid mené avec 122 forteresses volantes, des bombardiers de l'United States Army Air Force avec 300 tonnes de bombes larguées ;
3. matinée du 26 juillet ;
4. nuit du 26 au 27 juillet : raid moins important avec seulement deux largages de bombes, la plupart des pilotes ayant largué leur cargaison en mer car pris dans un orage violent ;
5. nuit du 27 au 28 juillet : raid de loin le plus meurtrier, avec 739 avions (Avro Lancaster, Handley Page Halifax, Short Stirling et Wellington), touchant le centre-ville puis les quartiers périphériques avec des bombes incendiaires ;
6. nuit du 29 au 30 juillet : raid avec 726 avions, touchant principalement le quartier de Barmbek ;
7. 3 août : dernier raid mené avec 740 appareils.

### La nuit du 27 au 28 juillet 1943

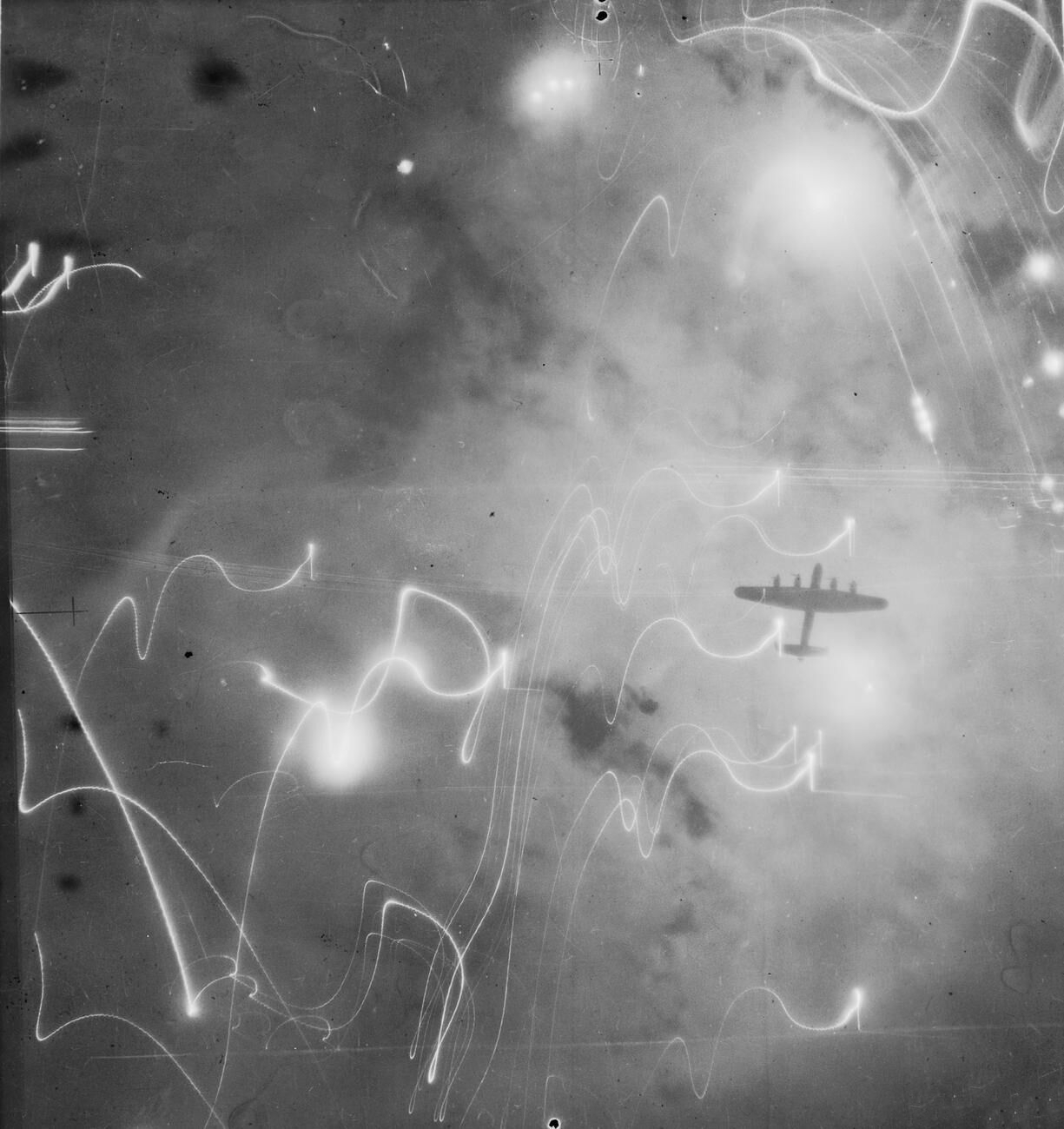
Un Avro Lancaster du groupe n°1 du Bomber Command, se découpant sur des fusées éclairantes, de la fumée et des explosions lors de l'attaque de Hambourg. Ce raid était la première fois que le Radar H2S était utilisé pour diriger la force vers la cible. Le pilote de l'avion photographiant (Lancaster ZN-Y du 106 Squadron, basé à RAF Syerston) était le Lt D. J. Shannon qui, en tant que membre du 617 Squadron, a participé à l'opération.

Le quatrième raid, dans la nuit du 27 au 28 juillet 1943, fut de loin le plus meurtrier. Il fut en effet planifié de sorte à maximiser les victimes et les dégâts matériels. En deux temps, il a d'abord touché le centre-ville afin d'y attirer les pompiers, puis les quartiers périphériques au moyen de bombes incendiaires.
La chaleur extrême dégagée par les incendies dans les quartiers périphériques créa lors un phénomène appelé Feuersturm (tempête de feu) : un souffle puissant mélangeant air et gaz inflammables dégagés par la combustion propagea l'incendie sur 21 km2 de la ville. On estime que la tornade de feu a atteint une vitesse de 240 km/h et une température de 800 degrés, consommant par endroits l'essentiel de l'oxygène de l'air. Des dizaines de milliers d'habitants furent tués, brûlés ou asphyxiés, y compris dans les abris anti-aériens.
La tempête de feu, la première jamais créée par un bombardement, fut un acte délibéré[réf. nécessaire], obtenu en combinant bombes explosives et bombes incendiaires. D'énormes bombes explosives de 1 800 kg furent larguées au milieu du brasier pour ouvrir des cratères dans les rues et ainsi empêcher les pompiers de travailler.
Tant de souffrance et de mort étaient inédites dans un bombardement. Quarante-cinq-mille corps — pour la plupart des femmes, des enfants et des personnes âgées — furent retrouvés dans les ruines, et au moins 10 000 de plus restèrent enterrés sous les décombres ou furent réduits en poussières par les flammes, selon les pompiers de Hambourg. Près de 60 % de la ville — soit une surface de 33 km² — furent totalement brûlés, faisant des centaines de milliers de sans-abri. En dix jours, plus de civils furent tués à Hambourg que lors de toute la durée du Blitz en Grande-Bretagne. La RAF subit de lourdes pertes : 87 bombardiers, mais Bomber Haris était satisfait de l'opération Gomorrhe, le nom de code de ce raid. Ses équipages anéantirent presque entièrement une métropole.

## Conséquences

### Bilan
Les bilans des victimes de l'opération Gomorrhe sont imprécis et contradictoires. La plupart des sources s'accordent sur au moins 45 000 morts, 80 000 blessés, 350 000 habitations détruites et près d'un million de civils allemands sans abri. Après le bombardement et jusqu'au 30 novembre 1943, 31 647 cadavres furent enterrés, dont seuls la moitié furent identifiés. Parmi les corps, il y avait 50 % de femmes et 12 % d'enfants. Des restes humains étaient encore retrouvés lors de la reconstruction après la guerre.
Certains quartiers furent presque ou totalement dévastés : le quartier populaire d'Hammerbrook (en) (56 hectares, 44 756 habitants) fut complètement rasé ; Altona subit de très gros dommages. D'autres quartiers furent moins touchés ou partiellement évacués avant le bombardement, comme Barmbek. La ligne de métro Hauptbahnhof – Rothenburgsort est détruite et n'est jamais reconstruite.
Le Bomber Command de la RAF perdit 12 bombardiers le premier jour de l'attaque et 87 au total au-dessus de cette ville durant l'opération.
Hambourg subit encore 69 raids aériens jusqu'au 29 avril 1945, date du dernier bombardement allié sur la ville.

### Influence sur l'issue de la guerre
L'effet escompté sur le moral des Allemands est controversé. Quant aux effets sur l'effort de guerre, les chantiers navals, avancés comme objectifs militaires dans la propagande alliée mais en réalité peu touchés, continuaient à travailler après quelques semaines.

#### En allemand
- Hans Brunswig, Feuersturm über Hamburg. Die Luftangriffe auf Hamburg im 2. Weltkrieg und ihre Folgen, Motorbuch Verlag, 2003.
- Stephan Burgdorff, Christian Habbe, Als Feuer vom Himmel fiel. Der Bombenkrieg in Deutschland, SpiegelBuchverlag, 2003.
- Jörg Friedrich, Der Brand. Deutschland im Bombenkrieg 1940-1945, Propyläen, 2002.
- Christoph Kucklick, Feuersturm, Der Bombenkrieg gegen Deutschland, GEO Ellert&Richter Verlag.
- Hans Erich Nossack, Der Untergang, Suhrkamp 1976 (première édition : 1948).

#### En anglais
- Sir Arthur Harris, Bomber offensive, Pen & Sword military Classics, 1947.
- Martin Middlebrook, The Battle of Hamburg. The Firestorm raid, Cassel&Co, 1980.
- Robin Neillands, The bomber war. Arthur Harris and the allied offensive 1939-1945, John Murray, 2001.
- Keith Lowe, Inferno: The Devastation of Hamburg, Penguin Viking, 2007.

#### En français
- Stig Dagerman, Automne allemand, Babel, Actes Sud, 1981.
  - Un reportage d'un journaliste suédois dans l'Allemagne de l'automne 1946 qui décrit les conséquences humaines des bombardements massifs des villes allemandes.
- Martin Caidin, Hambourg et Tokyo sous les bombes alliées, Archko-Verlag, 2002, 308 p.  (ISBN 2844820026).
- Jörg Friedrich, L'Incendie. L'Allemagne sous les bombes 1940-1945, Fallois, 2004  (ISBN 2877064956).
- W. G. Sebald, De la destruction comme élément de l'histoire naturelle, trad. de l'allemand par Patrick Charbonneau (Luftkrieg und Literatur), Actes Sud, 2004.
- Keith Lowe, Inferno. La dévastation de Hambourg, 1943, Perrin, 2015, 352 p.  (ISBN 9782262038519).
- Hans Erich Nossack, L'Effondrement [« Der Untergang »], trad. de Jean-Pierre Boyer et Silke Hass, Genève, Éditions Héros-Limite, 2021, 80 p.  (ISBN 978-2-88955-058-6)